# Vuelo 495 de Martinair
El vuelo 495 de Martinair fue un McDonnell Douglas DC-10 operado por la aerolínea holandesa Martinair, que impactó contra el terreno durante la aproximación en malas condiciones meteorológicas al aeropuerto de Faro, Portugal, el 21 de diciembre de 1992. El avión transportaba 13 miembros de la tripulación y 327 pasajeros, principalmente personas que acudían de vacaciones desde Países Bajos. 54 pasajeros y 2 tripulantes fallecieron y otros 106 ocupantes sufrieron lesiones de consideración.

## Aeronave

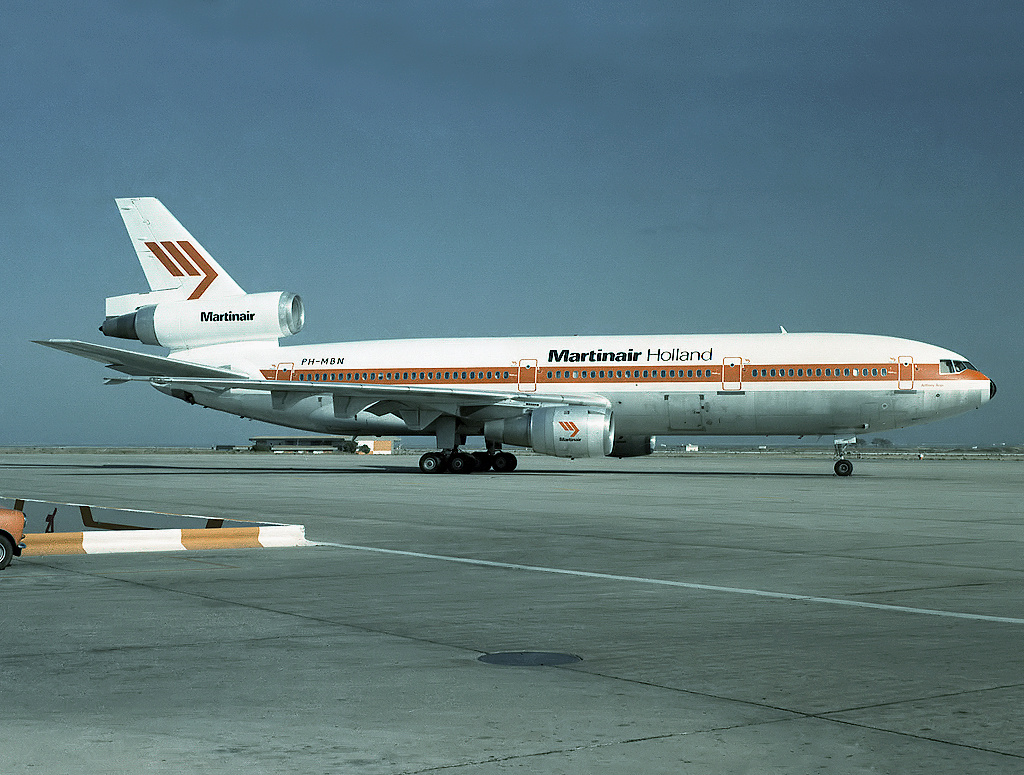
El avión accidentado en el aeropuerto de Faro en 1985.

El avión implicado fue un McDonnell Douglas DC-10-30CF, registro PH-MBN, que fue construido en 1975 portando el número de serie 46924. Fue entregado a Martinair el 26 de noviembre de 1975. Sin embargo, Martinair lo alquiló a tres aerolíneas asiáticas desde octubre de 1979 a septiembre de 1981. Desde entonces y hasta el momento del accidente, con una breve interrupción por el alquiler del aparato a World Airways a comienzos de 1992, solo operó para Martinair de nuevo, aunque había sido vendido meses antes a la Real Fuerza Aérea de Holanda con la intención de convertirlo en KDC-10.

## Descripción

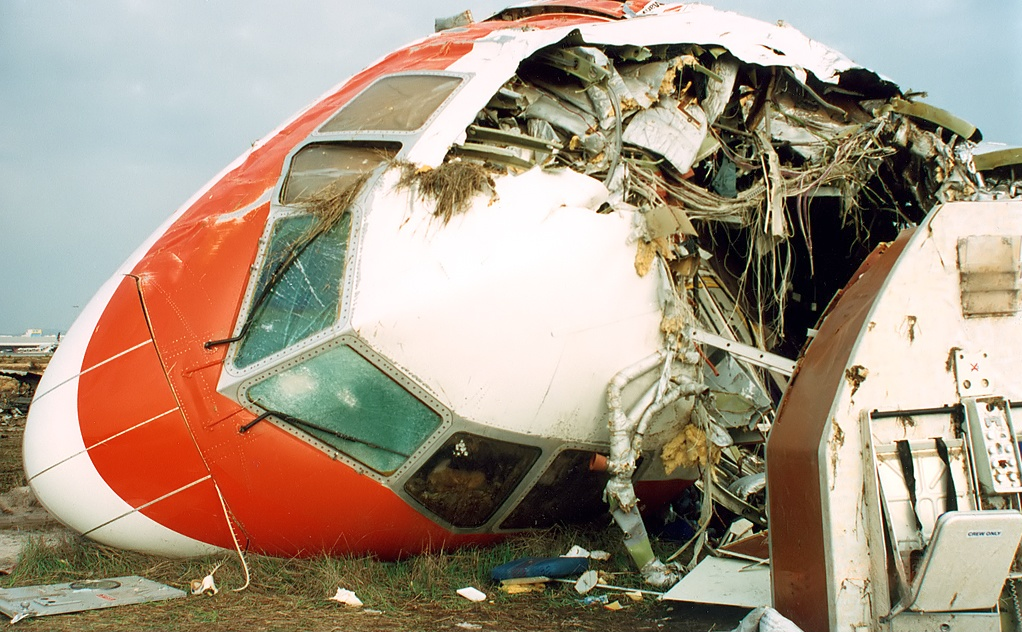
Restos del avión tras el accidente.

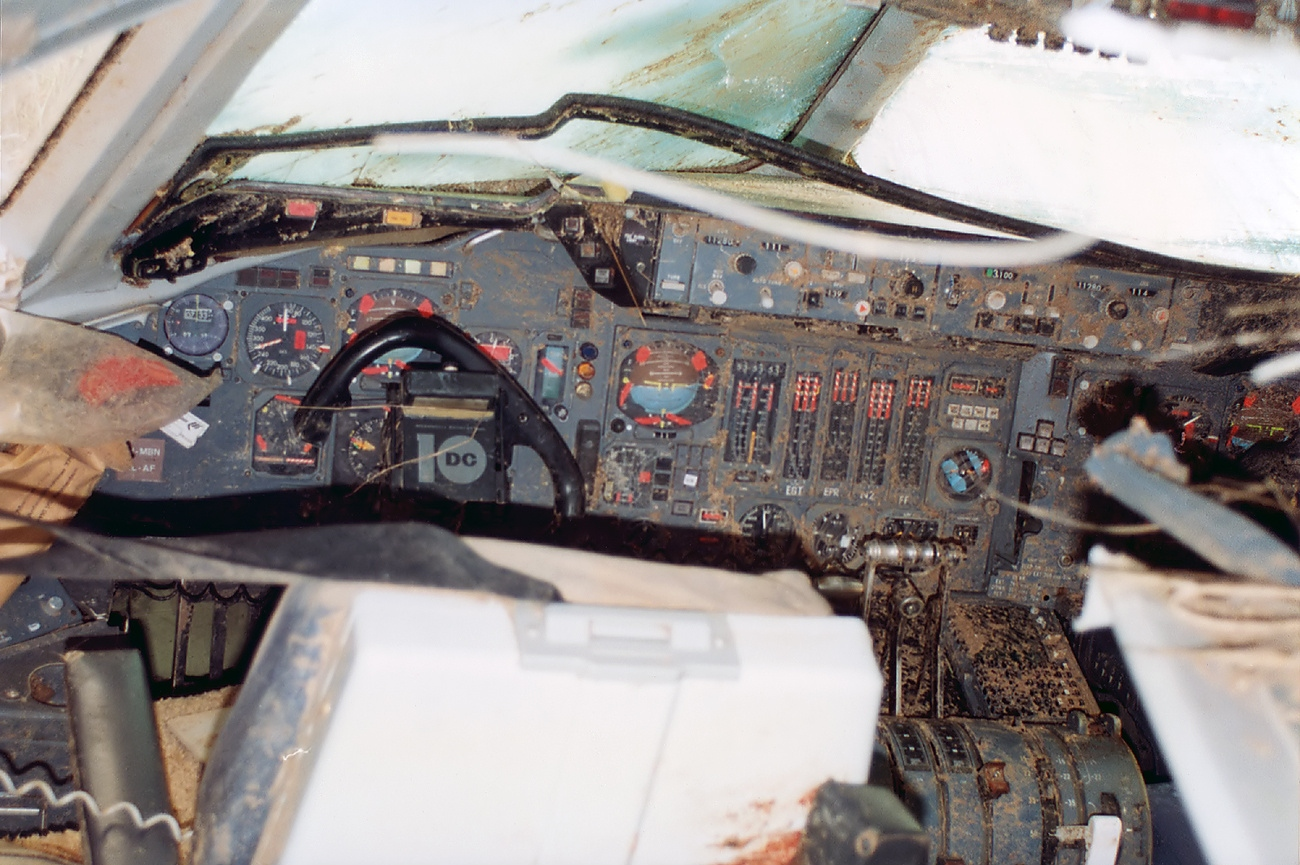
Interior de la cabina tras el impacto.

En la mañana del accidente, el avión había sufrido un retraso en el Aeropuerto de Ámsterdam Schiphol debido a un fallo en las reversas. Esta falla no fue solucionada. Pese a ello, el avión despegó hacia Faro a las 7:30 a. m. Según Martinair, el fallo en las reversas no fue un factor determinante del accidente.
Una fuerte tormenta cayó en las inmediaciones del aeropuerto, que estaba acompañada de precipitaciones importantes, cizalladura y nubes bajas. La torre de control advirtió a la tripulación de la actividad meteorológica, además de informarles de que la pista estaba mojada. Después de un intento fallido de aterrizaje, la tripulación estaba efectuando una aproximación VOR/DME a la pista 11 (ahora pista 10) cuando el avión se encontró con al menos dos microrráfagas. Según el informe final del accidente de la administración portuguesa, los bomberos observaron una explosión procedente del avión 22 segundos antes del impacto.
El avión tocó la pista con una velocidad vertical superior a la de los límites de diseño del fabricante. Tras la toma dura, el tren principal colapsó. El tanque de combustible se rompió y el contenido comenzó a arder. El fuselaje del DC-10 se partió en dos, haciendo que el fragmento anterior terminara volcando sobre uno de sus lados.

## Causas
La comisión de investigación determinó que la causa del accidente fue la inesperada cizalladura en la fase final de aproximación combinada con una elevada tasa de descenso, causando una toma dura que superó los límites estructurales del avión. Entre los factores que contribuyeron al accidente se encuentran los errores de la tripulación, en concreto una reducción prematura de la potencia de los motores y una aparentemente no detectada desconexión del modo de control del viraje de ruedas.

## Dramatización
Este accidente fue presentado en el sexto episodio de la vigesimosegunda temporada de la serie Mayday: catástrofes aéreas titulado «Desastre en Portugal». Y luego el accidente fue presentado en la subserie Mayday: Informe Especial, titulado «Riesgos al aterrizar».